# 2ª Squadriglia per l'artiglieria
La 2ª Squadriglia per l'artiglieria del Servizio Aeronautico del Regio Esercito fu costituita il 26 maggio 1915 sul campo di Pordenone con aerei Macchi Parasol.

## Storia
La 2ª Squadriglia aviatori per l'artiglieria fu costituita il 26 maggio 1915 su 6 Macchi Parasol a Pordenone.
Il 2 luglio si sposta a Medeuzza nel Gruppo aviazione artiglieria a disposizione della 3ª Armata al comando del capitano osservatore Mario Santi.
In ottobre la squadriglia cede alla 3ª 7 piloti e 3 osservatori.
A metà novembre la squadriglia si converte sul ben più sicuro Caudron G.3 lasciando il pericoloso Macchi.
Tra i suoi osservatori vi era anche il Tenente Manlio Molfese che nel 1925 diede alle stampe il libro L'aviazione da ricognizione italiana durante la grande guerra europea (maggio 1915-novembre-1918), compendio dell'attività svolta dal servizio ricognizione durante gli anni della prima guerra mondiale.
A fine anno passa a Risano (Pavia di Udine) nella frazione di Chiasottis.
Nel 1915 ha eseguito 247 voli di guerra di ricognizione ed osservazione.
All'inizio del 1916 Santi cede il comando al cap. osservatore Marc'Aurelio Barbarisi.
Il 15 aprile 1916, nel cambio dei nomi di tutte le squadriglie, la 2ª Artiglieria diventa 42ª Squadriglia.
Vi prestava servizio anche Ferruccio Guicciardi.